# Canon (muziek)
Een canon is in de muziek de strengste vorm van een meerstemmige compositie, waarin de stemmen elkaar in de tijd verschoven imiteren. De imitaties hoeven niet letterlijk een herhaling te zijn van de leidende stem. Zij kunnen van de leidende stem verschillen in onder andere toonhoogte, toonsoort en ritme. Een overbekende canon is het lied "Vader Jacob". Een beroemde canon in de klassieke muziek is de "Canon" van Johann Pachelbel. De liedvorm wordt ook kettingzang genoemd.

## Geschiedenis
Hoewel de oudst bekende canon, Sumer is icumen in, uit Engeland komt uit de 13e eeuw, ligt de oorsprong in Italië en Frankrijk waar aanvankelijk van caccia (It.: jacht) werd gesproken, naar de elkaar najagende stemmen. Het Oudfranse woord canon komt van het Oudgriekse kanon voor regel, wet. De kunst van de canon bereikte een hoogtepunt in de meerstemmige Nederlandse muziek van de 15e en 16e eeuw en in de barokmuziek, in het bijzonder bij Johann Sebastian Bach (onder andere het "Musicalisches Opfer"). De canon werd in die tijd gezien als een speciaal geval van de fuga, nl. een fuga ligata (gebonden), in tegenstelling tot de fuga libra (vrij).

## Vormen
In principe kunnen twee hoofdtypen canon onderscheiden worden: de enkelvoudige canon die slechts eenmaal wordt doorlopen en de cirkelcanon waarin de afzonderlijke stemmen steeds weer van voren aan beginnen. Cirkelcanons komen reeds vanaf de 14e eeuw voor. Door de herhaling van de melodie kan deze cirkelcanon ook in een cirkel genoteerd worden.
Door enerzijds de regel van imiterende stemmen, maar anderzijds de variaties daarop, ontstaat een grote verscheidenheid aan vormen. Zo zijn er tweestemmige canons, maar ook drie- en meerstemmige. Imiteren de stemmen elkaar bij een strenge canon exact, bij andere zetten de volgende stemmen in met een bepaald interval als hoogteverschil of in een andere toonsoort. Er kan van inversie gebruikgemaakt worden of van teruglopende melodieën en nog veel meer. Hieronder een opsomming. 

### Aantal stemmen
Naar het aantal stemmen spreekt men van een tweestemmige, een driestemmige canon of zoveel stemmen als er zijn. De canon "Qui habitat in adiutorio" van Josquin Desprez (1440-1521) heeft zelfs 24 stemmen.

### Interval
Bij een intervalcanon wordt de leidende stem geïmiteerd met een interval verschil, anders dan een octaaf of unisono. Voorbeeld: elke derde variatie van de Goldbergvariaties is een intervalcanon in de twee bovenstemmen, oplopend van unisono, secunde, etc tot en met none.

### Contrapuntische afleidingen
De imitaties kunnen contrapuntische afleidingen zijn van de leidende stem.

#### Inversie
Bij een canon met inversie, of tegenbeweging, beweegt de imiterende stem melodisch in tegenbeweging met de leidende stem. Een speciaal geval is de spiegelcanon, waarin de melodische lijnen elkaars gespiegelde zijn.

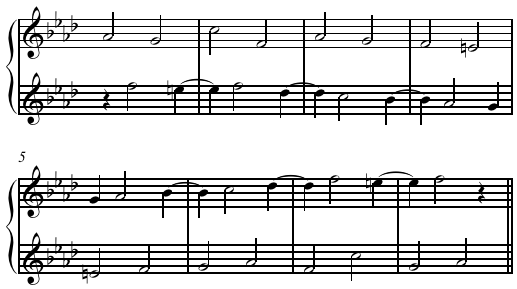
Een retrograde canon: de tweede stem is van achter naar voren identiek aan de eerste stem van voor naar achter

#### Retrograde
Bij een kreeftencanon, ook cancrizans genoemd, volgt de imiterende stem de leidende terugwaarts (in retrograde). Hierbij wordt wel afgeweken van de regel dat de imitatie later begint dan de leidende stem.

### Maat en tempo
Bij een prolatiecanon volgt de imiterende stem de leidende in een gehalveerd (zie augmentatie), dubbel of meervoudig (zie diminutie) tempo. Ook andere ritmische modulaties komen voor.

### Perpetuum mobile
Een bekend soort canon is de eeuwigdurende, waar elke stem steeds weer van voren af begint en zo een soort perpetuum mobile vormt.

### Raadselcanon
Een veelgebruikte techniek en tijdverdrijf (onder andere ten tijde van Johann Sebastian Bach) was het schrijven van raadselcanons. Er werd een (meestal eenstemmig) thema gegeven, soms met een extra subtitel, die de 'encryptie' van de canon duidelijk moest maken. Aan de hand van die subtitel kon een muziekkenner de canon 'ontcijferen' en de canon meerstemmig uitwerken. Vaak werd hierbij ook visueel in de partituur gebruikgemaakt van gespiegelde sleutels aan het eind van de notenbalk, of speciale tekens op plekken waar de stemmen kunnen inzetten. Een van de betere voorbeelden vormen de Veertien canons of Canonische Variaties van Bach.